# Prudenville
Prudenville is een plaats (census-designated place) in de Amerikaanse staat Michigan, en valt bestuurlijk gezien onder Roscommon County.

## Demografie
Bij de volkstelling in 2000 werd het aantal inwoners vastgesteld op 1737.

## Geografie
Volgens het United States Census Bureau beslaat de plaats een oppervlakte van
9,5 km², waarvan 7,3 km² land en 2,2 km² water. Prudenville ligt op ongeveer 349 m boven zeeniveau.

## Plaatsen in de nabije omgeving
De onderstaande figuur toont nabijgelegen plaatsen in een straal van 36 km rond Prudenville.